# WTA-seizoen 2003

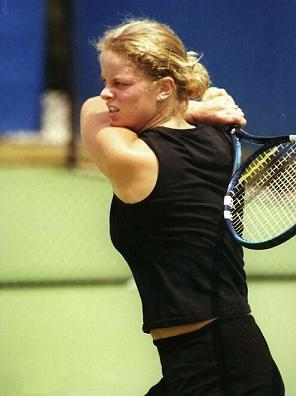
Winnares van de meeste enkelspeltitels: Kim Clijsters

De WTA organiseerde in het seizoen 2003 onderstaande tennistoernooien.

## Winnaressen enkelspel met meer dan twee titels
| speelster              | aantal titels |
| ---------------------- | ------------- |
| Kim Clijsters          | 9             |
| Justine Henin-Hardenne | 8             |
| Anastasija Myskina     | 4             |
| Serena Williams        | 4             |
| Jelena Dementjeva      | 3             |

## WTA-toernooikalender 2003
| Startdatum hoofdtoernooi | Officiële naam van het toernooi | Land, stad                          | Cat.     | ($)       | Ondergrond        | Winnares enkelspel     |         |
| ------------------------ | ------------------------------- | ----------------------------------- | -------- | --------- | ----------------- | ---------------------- | ------- |
| 2002-12-29               | Uncle Tobys Hardcourts          | Australië, Gold Coast               | Tier III | 170.000   | hardcourt, buiten | Nathalie Dechy         | details |
| 2002-12-30               | ASB Classic                     | Nieuw-Zeeland, Auckland             | Tier IV  | 140.000   | hardcourt, buiten | Eléni Daniilídou       | details |
| 2003-01-05               | Women's Classic                 | Australië, Canberra                 | Tier V   | 110.000   | hardcourt, buiten | Meghann Shaughnessy    | details |
| 2003-01-05               | Moorilla International          | Australië, Hobart                   | Tier V   | 110.000   | hardcourt, buiten | Alicia Molik           | details |
| 2003-01-05               | Adidas International            | Australië, Sydney                   | Tier II  | 585.000   | hardcourt, buiten | Kim Clijsters          | details |
| 2003-01-13               | Australian Open                 | Australië, Melbourne                | G.S.     | 4.054.063 | hardcourt, buiten | Serena Williams        | details |
| 2003-01-28               | Toray Pan Pacific Open          | Japan, Tokio                        | Tier I   | 1.300.000 | tapijt, binnen    | Lindsay Davenport      | details |
| 2003-02-03               | WTA Indian Open                 | India, Haiderabad                   | Tier IV  | 140.000   | hardcourt, buiten | Tamarine Tanasugarn    | details |
| 2003-02-03               | Open Gaz de France              | Frankrijk, Parijs                   | Tier II  | 585.000   | tapijt, binnen    | Serena Williams        | details |
| 2003-02-10               | Qatar TotalFinaElf Open         | Qatar, Doha                         | Tier III | 170.000   | hardcourt, buiten | Anastasija Myskina     | details |
| 2003-02-10               | Proximus Diamond Games          | België, Antwerpen                   | Tier II  | 585.000   | tapijt, binnen    | Venus Williams         | details |
| 2003-02-16               | Kroger St. Jude                 | Verenigde Staten, Memphis           | Tier III | 170.000   | hardcourt, binnen | Lisa Raymond           | details |
| 2003-02-17               | Duty Free Women's Open          | Verenigde Arabische Emiraten, Dubai | Tier II  | 585.000   | hardcourt, buiten | Justine Henin-Hardenne | details |
| 2003-02-17               | Copa Colsanitas                 | Colombia, Bogota                    | Tier III | 170.000   | gravel, buiten    | Fabiola Zuluaga        | details |
| 2003-02-24               | Abierto Mexicano Movistar       | Mexico, Acapulco                    | Tier III | 170.000   | gravel, buiten    | Amanda Coetzer         | details |
| 2003-02-24               | State Farm Classic              | Verenigde Staten, Scottsdale        | Tier II  | 585.000   | hardcourt, buiten | Ai Sugiyama            | details |
| 2003-03-05               | Pacific Life Open               | Verenigde Staten, Indian Wells      | Tier I   | 2.100.000 | hardcourt, buiten | Kim Clijsters          | details |
| 2003-03-19               | Nasdaq-100 Open                 | Verenigde Staten, Miami             | Tier I   | 3.000.000 | hardcourt, buiten | Serena Williams        | details |
| 2003-03-31               | Sarasota Clay Court Classic     | Verenigde Staten, Sarasota          | Tier IV  | 140.000   | gravel, buiten    | Anastasija Myskina     | details |
| 2003-03-31               | GP de SAR Pr. Lalla Meryem      | Marokko, Casablanca                 | Tier V   | 110.000   | gravel, buiten    | Rita Grande            | details |
| 2003-04-07               | Family Circle Cup               | Verenigde Staten, Charleston        | Tier I   | 1.300.000 | gravel, buiten    | Justine Henin-Hardenne | details |
| 2003-04-07               | Estoril Open                    | Portugal, Estoril                   | Tier IV  | 140.000   | gravel, buiten    | Magüi Serna            | details |
| 2003-04-14               | Bausch & Lomb Champ's           | Verenigde Staten, Amelia Island     | Tier II  | 585.000   | gravel, buiten    | Jelena Dementjeva      | details |
| 2003-04-14               | Tippmix Budapest GP             | Hongarije, Boedapest                | Tier V   | 110.000   | gravel, buiten    | Magüi Serna            | details |
| 2003-04-28               | J&S Cup                         | Polen, Warschau                     | Tier II  | 700.000   | gravel, buiten    | Amélie Mauresmo        | details |
| 2003-04-28               | Croatian Bol Ladies Open        | Kroatië, Bol                        | Tier III | 170.000   | gravel, buiten    | Vera Zvonarjova        | details |
| 2003-05-05               | MasterCard German Open          | Duitsland, Berlijn                  | Tier I   | 1.262.000 | gravel, buiten    | Justine Henin-Hardenne | details |
| 2003-05-12               | Telecom Italia Masters          | Italië, Rome                        | Tier I   | 1.300.000 | gravel, buiten    | Kim Clijsters          | details |
| 2003-05-19               | Internationaux de Strasbourg    | Frankrijk, Straatsburg              | Tier III | 170.000   | gravel, buiten    | Silvia Farina-Elia     | details |
| 2003-05-19               | Open de España                  | Spanje, Madrid                      | Tier III | 170.000   | gravel, buiten    | Chanda Rubin           | details |
| 2003-05-26               | Roland Garros                   | Frankrijk, Parijs                   | G.S.     | 5.363.011 | gravel, buiten    | Justine Henin-Hardenne | details |
| 2003-06-09               | DFS Classic                     | Verenigd Koninkrijk, Birmingham     | Tier III | 170.000   | gras, buiten      | Magdalena Maleeva      | details |
| 2003-06-09               | Wien Energie GP                 | Oostenrijk, Wenen                   | Tier III | 170.000   | gravel, buiten    | Paola Suárez           | details |
| 2003-06-16               | Ordina Open                     | Nederland, Rosmalen                 | Tier III | 170.000   | gras, buiten      | Kim Clijsters          | details |
| 2003-06-16               | Hastings Direct Int'l Champ's   | Verenigd Koninkrijk, Eastbourne     | Tier II  | 585.000   | gras, buiten      | Chanda Rubin           | details |
| 2003-06-23               | Wimbledon                       | Verenigd Koninkrijk, Londen         | G.S.     | 5.182.419 | gras, buiten      | Serena Williams        | details |
| 2003-07-07               | Internazionali Femminili        | Italië, Palermo                     | Tier V   | 110.000   | gravel, buiten    | Dinara Safina          | details |
| 2003-07-21               | Bank of the West Classic        | Verenigde Staten, Stanford          | Tier II  | 635.000   | hardcourt, buiten | Kim Clijsters          | details |
| 2003-07-28               | Idea Prokom Open                | Polen, Sopot                        | Tier III | 300.000   | gravel, buiten    | Anna Pistolesi         | details |
| 2003-07-28               | Acura Classic                   | Verenigde Staten, San Diego         | Tier II  | 1.000.000 | hardcourt, buiten | Justine Henin-Hardenne | details |
| 2003-08-04               | JPMorgan Chase Open             | Verenigde Staten, Los Angeles       | Tier II  | 635.000   | hardcourt, buiten | Kim Clijsters          | details |
| 2003-08-04               | Nordea Nordic Light Open        | Finland, Helsinki                   | Tier IV  | 140.000   | gravel, buiten    | Anna Pistolesi         | details |
| 2003-08-11               | Rogers Cup                      | Canada, Toronto                     | Tier I   | 1.325.000 | hardcourt, buiten | Justine Henin-Hardenne | details |
| 2003-08-17               | Pilot Pen Tennis                | Verenigde Staten, New Haven         | Tier II  | 625.000   | hardcourt, buiten | Jennifer Capriati      | details |
| 2003-08-25               | US Open                         | Verenigde Staten, New York          | G.S.     | 6.682.980 | hardcourt, buiten | Justine Henin-Hardenne | details |
| 2003-09-08               | Wismilak International          | Indonesië, Bali                     | Tier III | 225.000   | hardcourt, buiten | Jelena Dementjeva      | details |
| 2003-09-15               | Polo Open                       | China, Shanghai                     | Tier II  | 585.000   | hardcourt, buiten | Jelena Dementjeva      | details |
| 2003-09-22               | Sparkassen Cup                  | Duitsland, Leipzig                  | Tier II  | 585.000   | tapijt, binnen    | Anastasija Myskina     | details |
| 2003-09-29               | Kremlin Cup                     | Rusland, Moskou                     | Tier I   | 1.300.000 | tapijt, binnen    | Anastasija Myskina     | details |
| 2003-09-29               | AIG Japan Open                  | Japan, Tokio                        | Tier III | 170.000   | hardcourt, buiten | Maria Sjarapova        | details |
| 2003-10-06               | Porsche Tennis Grand Prix       | Duitsland, Filderstadt              | Tier II  | 650.000   | hardcourt, binnen | Kim Clijsters          | details |
| 2003-10-06               | Tashkent Open                   | Oezbekistan, Tasjkent               | Tier IV  | 140.000   | hardcourt, buiten | Virginia Ruano Pascual | details |
| 2003-10-12               | Swisscom Challenge              | Zwitserland, Zürich                 | Tier I   | 1.300.000 | hardcourt, binnen | Justine Henin-Hardenne | details |
| 2003-10-20               | Generali Ladies Linz            | Oostenrijk, Linz                    | Tier II  | 585.000   | hardcourt, binnen | Ai Sugiyama            | details |
| 2003-10-20               | Seat Open                       | Luxemburg, Luxemburg                | Tier III | 225.000   | hardcourt, binnen | Kim Clijsters          | details |
| 2003-10-27               | Advanta Championships           | Verenigde Staten, Philadelphia      | Tier II  | 585.000   | hardcourt, binnen | Amélie Mauresmo        | details |
| 2003-10-27               | Bell Challenge                  | Canada, Québec                      | Tier III | 170.000   | hardcourt, binnen | Maria Sjarapova        | details |
| 2003-11-03               | Volvo Women's Open              | Thailand, Pattaya                   | Tier V   | 110.000   | hardcourt, buiten | Henrieta Nagyová       | details |
| 2003-11-05               | WTA Tour Championships          | Verenigde Staten, Los Angeles       | WTA      | 3.000.000 | hardcourt, binnen | Kim Clijsters          | details |

## Primeurs
Speelsters die in 2003 hun eerste WTA-enkelspeltitel wonnen:
- Nathalie Dechy (Frankrijk) in Gold Coast, Australië
- Alicia Molik (Australië) in Hobart, Australië
- Tamarine Tanasugarn (Thailand) in Haiderabad, India
- Jelena Dementjeva (Rusland) in Amelia Island, Florida, VS
- Vera Zvonarjova (Rusland) in Bol, Kroatië
- Maria Sjarapova (Rusland) in Tokio (Japan Open), Japan

## Statistiek van toernooien

### Toernooien per ondergrond
| ondergrond   | aantal | buiten/binnen | aantal |
| ------------ | ------ | ------------- | ------ |
| hardcourt    | 31     | buiten        | 23     |
| hardcourt    | 31     | binnen        | 8      |
| gravel       | 18     | buiten        | 18     |
| gravel       | 18     | binnen        | 0      |
| gras         | 4      | buiten        | 4      |
| groen gravel | 1      | buiten        | 1      |
| tapijt       | 5      | binnen        | 5      |
| TOTAAL       | 59     |               |        |